# Ben Roberts (Drehbuchautor)

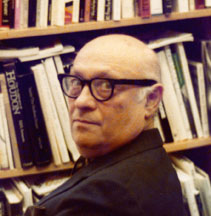
Ben Roberts

Ben Roberts (* 23. März 1916 in Brooklyn, New York; † 12. Mai 1984 in Los Angeles, Kalifornien) war ein US-amerikanischer Drehbuchautor und Produzent.

## Leben
Roberts begann seine Laufbahn Ende der 1930er-Jahre als Drehbuchautor. Bis in die 1960er-Jahre hinein war er vor allem an Kinoproduktionen beteiligt. Dann wandte er sich mehr und mehr der Produktion und Entwicklung von Fernsehserien zu. So war er bspw. gemeinsam mit Ivan Goff für die Entstehung der Serien Gauner gegen Gauner und Drei Engel für Charlie verantwortlich. Die beiden verfassten gemeinsam auch viele Drehbücher zu Kinofilmen.
Für das Drehbuch zu dem Film Der Mann mit den 1000 Gesichtern war Roberts 1958 gemeinsam mit Ralph Wheelwright, R. Wright Campbell und Ivan Goff in der Kategorie Bestes Originaldrehbuch für den Oscar nominiert.
Für die Serie Mannix war er 1972 und 1973 zusammen mit dem übrigen Produzententeam für den Emmy nominiert.
Roberts war verheiratet und Vater von drei Kindern.

## Filmografie (Auswahl)
als Drehbuchautor
- 1949: Sprung in den Tod (White Heat)
- 1950: Gesetzlos (Backfire)
- 1951: Des Königs Admiral (Captain Horatio Hornblower)
- 1951: Come Fill the Cup
- 1952: Fünf Perlen (O. Henry’s Full House)
- 1953: Weiße Frau am Kongo (White Witch Doctor)
- 1954: Grünes Feuer (Green Fire)
- 1957: Der Mann mit den 1000 Gesichtern (Man of a Thousand Faces)
- 1957: Weint um die Verdammten (Band of Angels)
- 1959: Ein Händedruck des Teufels (Shake Hands with the Devil)
- 1960: Mitternachtsspitzen (Midnight Lace)
- 1981: Die Legende vom einsamen Ranger (The Legend of the Lone Ranger)

als Produzent
- 1968–1975: Mannix (Fernsehserie)